# Cá hun khói

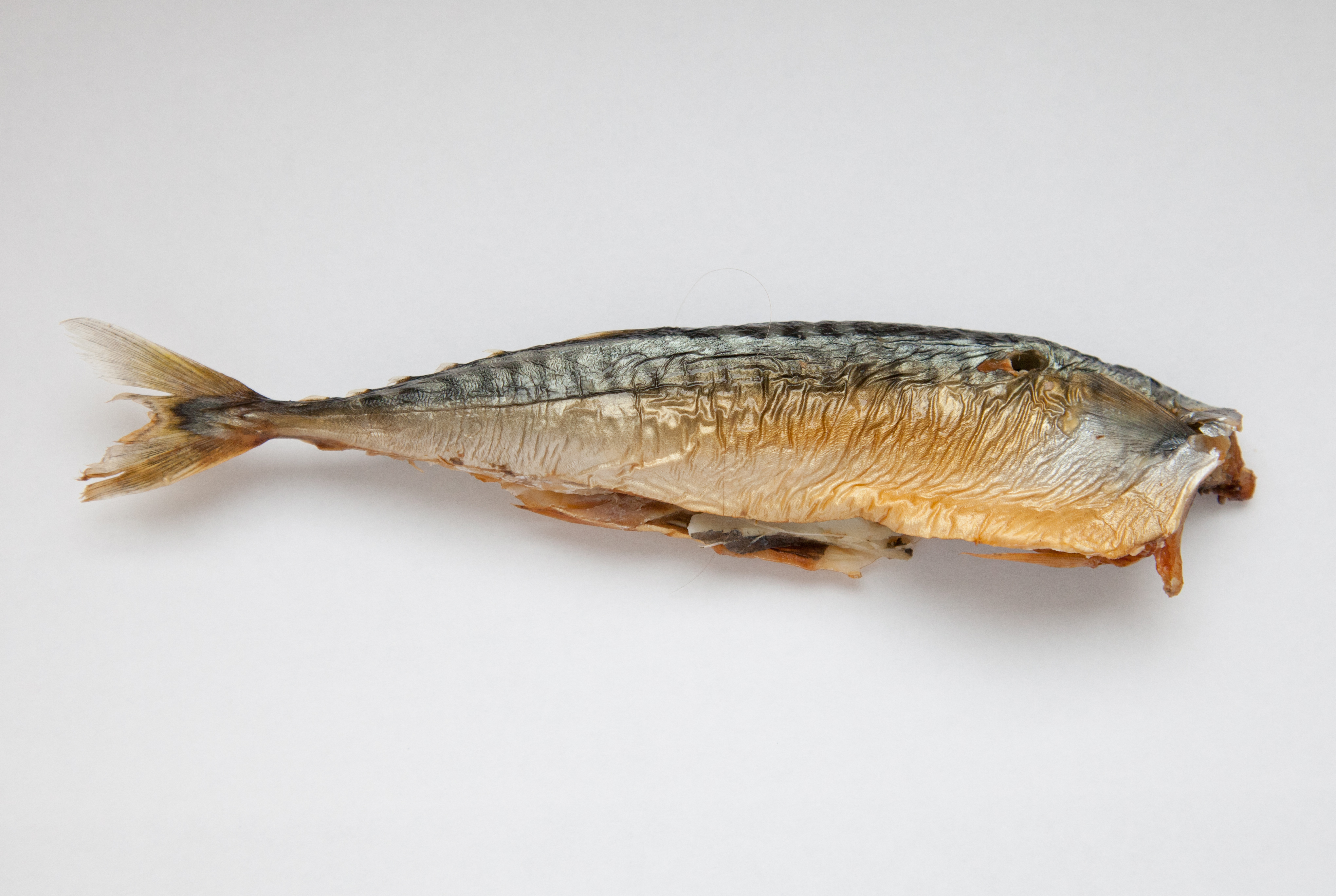
Một con cá thu xông khói

Cá hun khói hay cá xông khói là một phương pháp bảo quản cá bằng cách hun (xông) con cá qua khói, cá hun khói là phương pháp bảo quản thực phẩm phổ biến và cũng là một món ẩm thực trong văn hóa ẩm thực của nhiều nước Bắc Âu. Trong thời gian gần đây các sản phẩm cá được dễ dàng bảo quản bằng việc làm lạnh và đông lạnh, nên cá hun khói thường được chế biến để cho các hương vị độc đáo tạo ra trong quá trình xông khói. Các bước chính trong việc chuẩn bị gồm những con cá sẽ được ướp muối, làm mát và lưu trữ, đây là một trong những phương pháp bảo quản lâu đời nhất, kết hợp các hiệu ứng của muối, sấy khô, sưởi và xông khói.
Ngày nay, có hai phương pháp chính là phương pháp truyền thống và phương pháp cơ học. Phương pháp cơ học thông qua việc sử dụng ngưng tụ khói, mà được tạo ra từ quá trình công nghiệp biến khói thành một dạng rắn hoặc lỏng. Các loại cá hun khói phổ biến nhất ở Mỹ là cá thu, cá thịt trắng và cá hồi, mặc dù các loại cá hun khói khác cũng có sẵn trong khu vực hoặc từ nhiều cửa hàng dân tộc. Cá hồi, cá thu và cá trích có sẵn phổ biến cả hun khói nóng và hun khói lạnh, trong khi hầu hết các loại cá khác được bảo quản theo truyền thống chỉ bằng một trong các phương pháp trên.